# Bravely Second: End Layer
Bravely Second: End Layer (ブレイブリーセカンド エンドレイヤー Bureiburī Sekando: Endo Reiyā?) är ett japanskt datorrollspel som utvecklades av Silicon Studio och distribuerades av Square Enix. Spelet släpptes i närmare slutet på april 2015 i Japan och under 2016 i de andra regionerna.
Spelet utspelar sig två och ett halvt år efter dess föregångare, Bravely Default från Datorspelsåret 2012.